# Die Mumins (Fernsehserie)
Die Mumins ist eine von 1977 bis 1982 produzierte polnisch-österreichische Trickfilmserie um die Mumin-Figuren Tove Janssons. Es ist eine Koproduktion von Film Polski und Jupiter Film, hergestellt im Se-ma-for-Studio in Łódź (Studio Małych Form Filmowych).

## Inhalt, Gliederung, Gestaltung
Die Handlung der Serie beruht auf den Mumin-Büchern Tove Janssons und den ab 1954 erschienenen Zeitungscomics. Die in Stop-Motion-Technik animierten Figuren sind aus Filz. Um einen räumlichen Eindruck zu erzeugen, wurden sie zwischen Glasscheiben geführt. Die Hintergründe sind gemalt und mit weiteren Materialien versehen. Tove und Lars Jansson standen beratend zur Seite. Der Erzähler spricht alle Figuren, für die deutsche Fassung ist es Hans Clarin, der auch die deutschen Dialoge verfasste. Die Originalserie ist 78-teilig mit einer jeweiligen Dauer von acht bis neun Minuten, für die Ausstrahlung in Österreich und Deutschland wurden jeweils drei leicht gekürzte Folgen zusammengefasst. Dies ergibt 26 Episoden mit einer Länge von etwa 25 Minuten. Die englische Fassung ist auf 100 Folgen in teils unterschiedlicher Länge geschnitten.

## Veröffentlichungen
Der ORF sendete die Episoden 1 bis 13 ab 15. November 1980 und die Episoden 14 bis 26 ab 7. November 1982 im Nachmittagsprogramm. Das ZDF folgte ab 27. November 1980 und 10. Februar 1983.
Einige Folgen wurden später zu Kinofilmen zusammengeschnitten und so wiederverwendet. Ab den 2000er Jahren ersetzen rollenverteilte Dialoge die alte Ein-Erzähler-Technik. Das Bildmaterial ist für diese Filme digital aufbereitet. Das ist der Fall bei Die Mumins – Verrückte Sommertage im Mumintal (2008) und Die Mumins – Auf Kometenjagd (2010).
Eine ungekürzte deutsche Fassung in 78 Folgen (7 DVDs) ist 2004 bei dem Label Trickkiste erschienen.